# DIN 25407
Die DIN-Norm DIN 25407 des Deutschen Instituts für Normung regelt die notwendige Auslegung von Abschirmwänden gegen ionisierende Strahlung, zum Beispiel durch Bleiburgen und Heiße Zellen.

## Unterteilung
- Teil 1: Bausteine – Ausgabe Juni 2011
- Teil 2: Spezielle Bauelemente für Abschirmwände aus Blei – Ausgabe Juli 2011
- Teil 3: Errichtung von Heißen Zellen aus Blei – Ausgabe November 2012
- Beiblatt 1: Hinweise für die Errichtung von Wänden aus Abschirmbausteinen – Ausgabe November 2012